# مرسدس-بنز اف۸۰۰
مرسدس-بنز اف۸۰۰ استایل (به انگلیسی: Mercedes-Benz F800 Style) یک خودروی مفهومی است که توسط شرکت آلمانی مرسدس بنز ساخته شده و اولین بار در نمایشگاه خودروی ژنو ۲۰۱۰ به نمایش درآمد. این پیش نمایشی از نسل دوم مرسدس بنز سی‌ال‌اس بود.

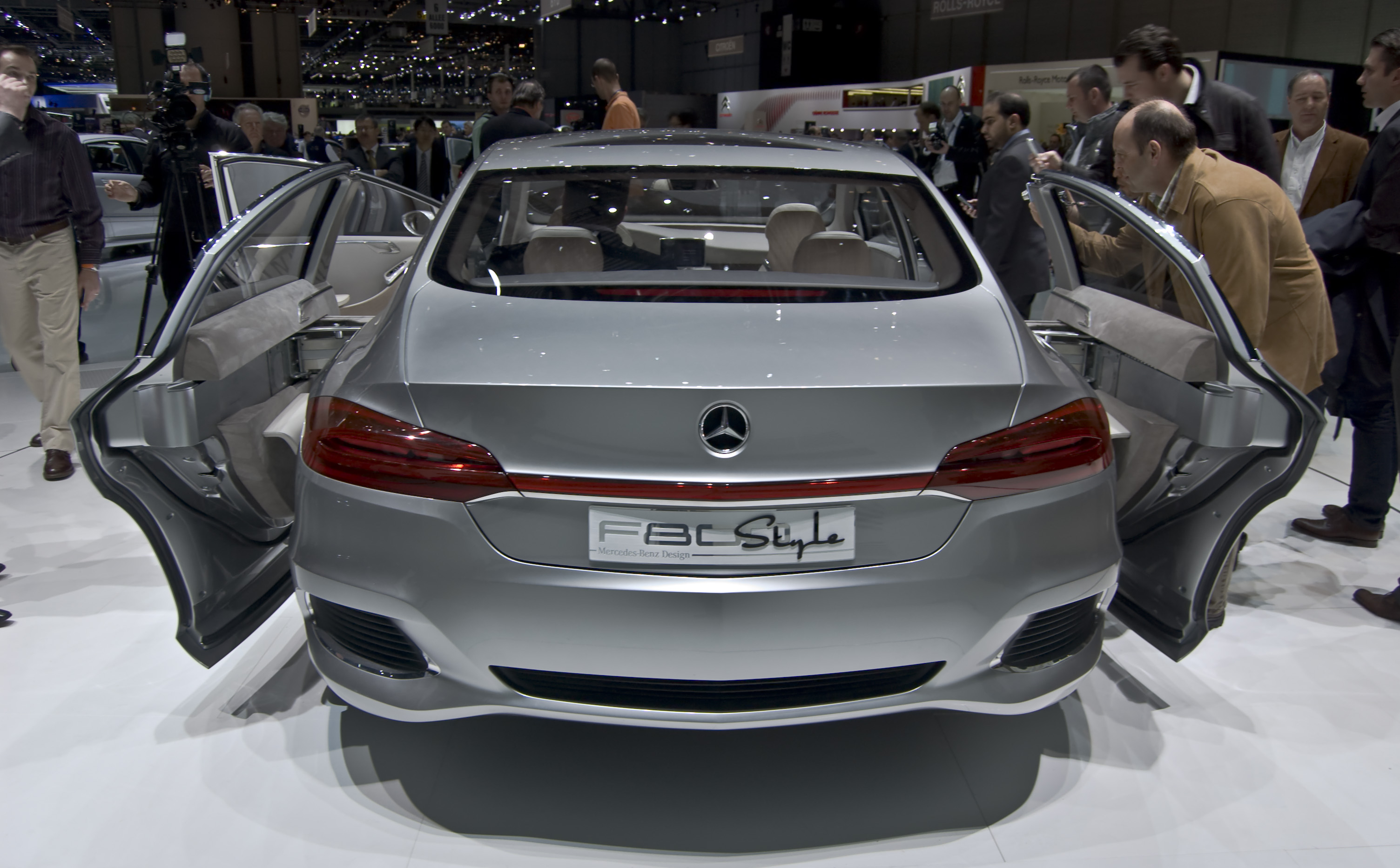
نمای عقب با هر۴ در باز

## بررسی
اف۸۰۰ یک سدان اجرایی ۵ صندلی است که از فناوری‌های درایو کارآمد بهره می‌برد و زبان طراحی جدید مرسدس بنز را بیان می‌کند که بر چندین جنبه از مدل‌های تولید بعدی این برند تأثیر می‌گذارد. این دارای یک سکوی چند محرکه است که برای درایوهای الکتریکی با سلول سوختی و همچنین استفاده از پلاگین هیبریدی مناسب است. فاصله بین دو محور طولانی، برآمدگی‌های کوتاه بدنه، خط سقف کوپه مانند و درهای کشویی عقب از ویژگی‌های اصلی خودروی تحقیقاتی اف۸۰۰ استایل هستند. جلوی خودرو شباهت زیادی به مدل اس‌ال‌اس آام‌گ دارد.

## موتور و پیشرانه

### اف۸۰۰ استایل پلاگین هیبریدی
نسخه اتصال برقی دوگانه‌سوز این خودروی مفهومی با موتور ۳٫۵ لیتری وی۶ بنزینی قدرتی معادل ۲۹۶ اسب بخار ترمز (۲۲۱ کیلووات؛ ۳۰۰ اسب بخار متری) دارد. این خودرو دارای نسل بعدی تزریق مستقیم و یک ماژول هیبریدی با خروجی حدود ۱۰۷ اسب بخار ترمز (۸۰ کیلووات؛ ۱۰۸ اسب بخار متری) است که مجموع قدرتی در حدود ۴۰۳ اسب بخار ترمز (۳۰۱ کیلووات؛ ۴۰۹ اسب بخار متری) را ارائه می‌دهد.
اف۸۰۰ استایل به لطف باتری لیتیوم یونی با ظرفیت ذخیره‌سازی بیش از ۱۰ کیلووات ساعت، برد رانندگی ۳۰ کیلومتر (۱۹ مایل) را تنها با نیروی الکتریکی دارد. باتری را می‌توان در یک ایستگاه شارژ یا یک پریز برق خانگی شارژ کرد.
اف۸۰۰ استایل قادر است به حداکثر سرعت ۲۵۰ کیلومتر بر ساعت (۱۵۵ مایل بر ساعت) برسد و در ۴٫۸ ثانیه از صفر به ۱۰۰ کیلومتر در ساعت برسد. در حالت الکتریکی، این مفهوم به حداکثر سرعت ۱۲۰ کیلومتر بر ساعت (۷۵ مایل بر ساعت) می‌رسد.

### اف۸۰۰ استایل اف-سل
اف۸۰۰ استایل همچنین می‌تواند با استفاده از یک درایو الکتریکی مبتنی بر فناوری پیل سوختی رانده شود. این نسخه دارای حداکثر توان خروجی ۱۰۰ کیلووات (۱۳۶ اسب بخار متری؛ ۱۳۴ اسب بخار ترمز) و گشتاور ۲۹۰ نیوتن متر (۲۱۴ پوند نیرو-فوت) است. این خودروی مفهومی قادر است به حداکثر سرعت ۱۸۰ کیلومتر بر ساعت (۱۱۱٫۸ مایل بر ساعت) (به‌صورت الکترونیکی محدود) دست یابد. استفاده از فناوری پیل سوختی به خودرو برد تقریباً ۶۰۰ کیلومتر (۳۷۰ مایل) با ۵٫۲ کیلوگرم هیدروژن می‌دهد.